# Heterodera tabacum
Heterodera tabacum är en rundmaskart. Heterodera tabacum ingår i släktet Heterodera och familjen Heteroderidae. Inga underarter finns listade i Catalogue of Life.